# Верблюд (гора)
Верблю́д — гірська вершина у східній частині Великого Кавказу. Знаходиться на півночі Азербайджану.